# Punta Calcina
Punta Calcina este o arie protejată (sit de importanță comunitară — SCI) din Franța întinsă pe o suprafață de 8 ha, integral pe uscat.

## Localizare
Centrul sitului Punta Calcina este situat la coordonatele 41°43′15″N 9°21′17″E / 41.72083°N 9.35472°E.

## Înființare
Situl Punta Calcina a fost declarat arie specială de conservare în baza directivei 92/43 din 1992 referitoare la conservarea habitatelor naturale și a faunei și florei sălbatice pentru a proteja 1 specie de plante.

## Biodiversitate
Situată în ecoregiunea mediteraneană, aria protejată conține 2 habitate naturale: Pante stâncoase calcaroase cu vegetație casmofită, Păduri de Quercus suber.
La baza desemnării sitului se află o specie protejată de  plante: Brassica insularis.
Pe lângă speciile protejate, pe teritoriul sitului au mai fost identificate 1 specie de nevertebrate.